# Музыка Древней Греции
Древнегреческая музыка, музыка Древней Греции — составная часть древнегреческой античной культуры. Древнегреческая музыка (наряду с поэзией) оказала большое влияние на развитие европейской профессиональной музыкальной культуры и музыкальной науки. Из греческого произошло само слово «музыка». Музыка как предмет образования и воспитания и как составляющая общественной жизни играла огромную роль. Музыка, по Аристотелю («Политика»), — один из четырёх основных предметов античного образования, наряду с грамматикой, гимнастикой и рисованием.

## Музыкальные инструменты

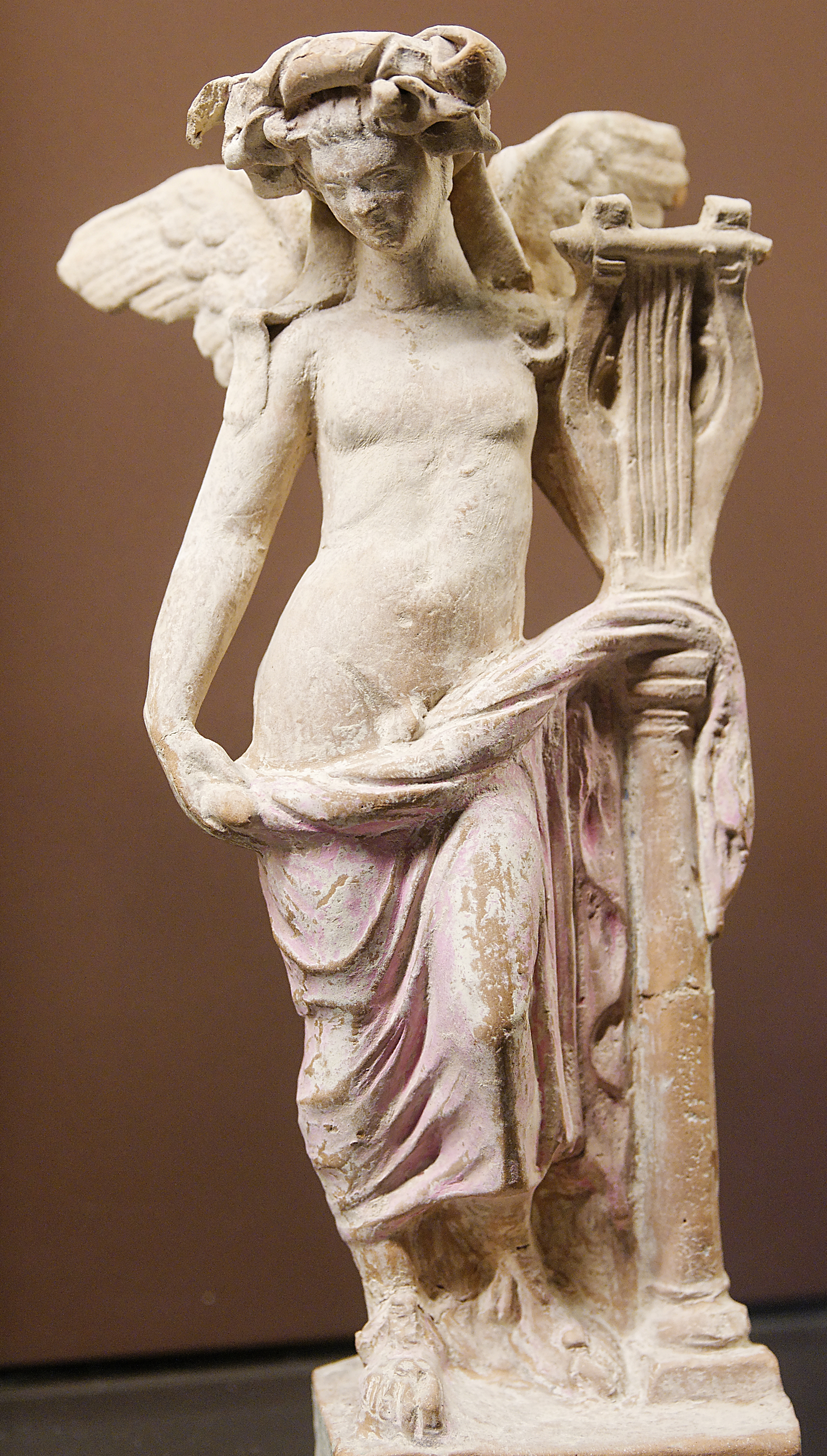
Эрос играет на кифаре. Скульптура I в. до н. э.

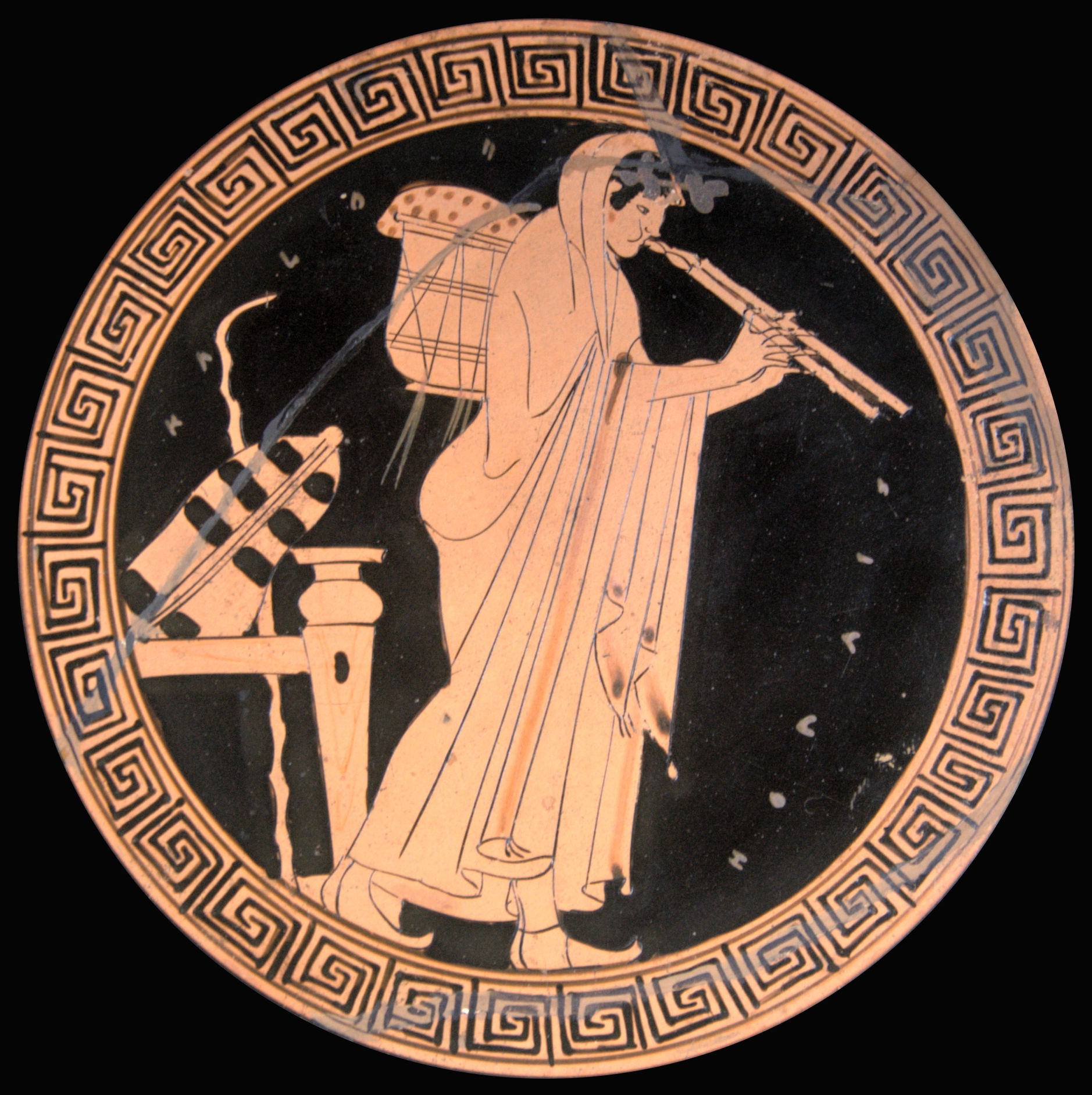
Женщина играет на авлосе. Краснофигурная чаша, V в. до н. э., Вазописец Брига

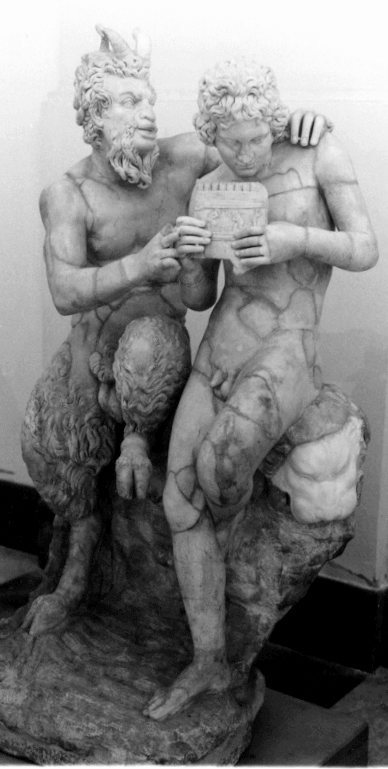
Пан учит Дафниса игре на многоствольной сиринге. Копия древнегреческой скульптуры III-II вв. до н. э.

### Акустические вопросы

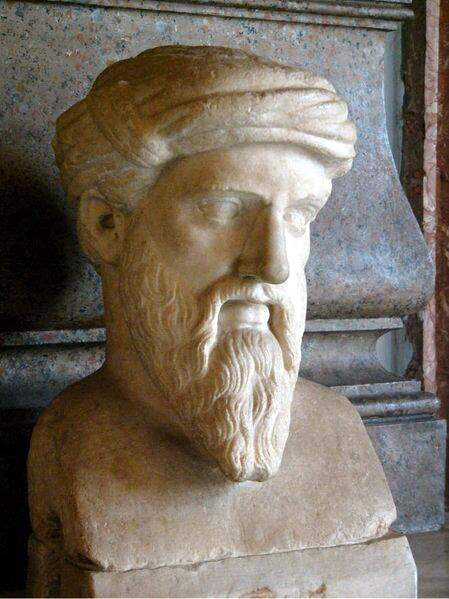
Пифагор

### Нотация

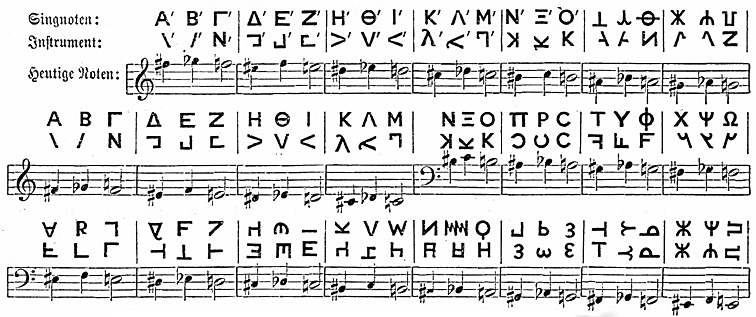
Древнегреческая нотация и классическая пятилинейная. Верхняя строка символов — так называемая вокальная нотация, нижняя — инструментальная (более древняя). Ноты транскрипции, которые могут восприниматься как энгармонически равные (из-за ограничений, накладываемых классической нотацией, приспособленной к равномерно темперированному строю), в действительности означают разные высо́ты: ноту с диезом следует петь/играть выше «энгармоничной» ноты с бемолем.